# Петерс, Бенуа
Бенуа Петерс (фр. Benoît Peeters), род. 28 августа 1956, Париж) — французский автор комиксов, эссе, романов, нехудожественной литературы и радиопьес. Биограф Жака Деррида и Поля Валери. С 1978 года проживает в Бельгии.

## Биография
Родился в Париже, однако детство провел в Брюсселе, где его отец был одним из первых функционеров будущего Европейского Союза. В 12 лет в коллеже Дон Боско познакомился с будущим иллюстратором Франсуа Скойтеном, вместе с которым разработал мнимый журнал. Вернулся во Францию лишь в 1973 году. После подготовительных курсов в лицее Людовика Великого и промежуточного диплома по философии, полученного в Сорбонне, защитил диплом в Практической школе высших исследований под руководством Ролана Барта. Его дипломная работа по семиологии была посвящена анализу комикса Эрже «Драгоценности Кастафьоре».
Его первый роман «Омнибус» был написан в форме воображаемой биографии французского писателя Клода Симона. В 1976 году он был издан в парижском издательстве Минюи. В 1980 году Петерс опубликовал в издательстве Robert Laffont свой второй роман «Библиотека Виллера», посвящённый Хорхе Луису Борхесу и Агате Кристи.
С 1983 года работал с Франсуа Скойтеном над серией комиксов «Туманные города», которая сделала его известным за пределами Бельгии. В выдуманном параллельном мире города с необычайной архитектурой оттесняют на задний план перипетии сюжета, становясь главными персонажами комиксов. До 2010 года в этой серии выпущено 13 альбомов. В 1993 году Петерс, вместе с Фредериком Буале, работал над комиксом «Любовный отель», были также совместные проекты с Анн Балтюс и Аленом Гоффеном.
Петерс написал также несколько книг про авторов комиксов, в том числе в 1983 году — Monde d’Hergé («Мир Эрже»), биографию и описание работы художника комиксов Hergé.
В 2005 году создал документальный сериал для телеканала ARTE, где каждый эпизод изображал художника комиксов и его работы.
В 2010 году Бенуа опубликовал биографию Жака Деррида, которая стала «первой великой биографией» этого французского философа.
В 2014 году в издательстве Фламмарион была издана его биография Поля Валери «Valéry. Tenter de vivre» («Валери. Пытаться жить»).

## Награды
- 1998 Премия Макса и Морица, специальная премия жюри за серию комиксов «Туманные города»

## Произведения

### Проза
- Omnibus, Minuit, 1976 (épuisé). Edition augmentée, Les Impressions Nouvelles|Impressions nouvelles, 2001.
- La Bibliothèque de Villers, Robert Laffont, 1980 (épuisé). Réédition, Labor, collection " Espace Nord ", 2012.
- Le Transpatagonien, en collaboration avec Raoul Ruiz, Les Impressions nouvelles, 2002.
- Villes enfuies, récits et fragments, Les Impressions nouvelles, 2007.

### Сценарии комиксов и иллюстрированные рассказы
- Туманные города / Les Cités obscures, avec François Schuiten, Casterman :
  - Les Murailles de Samaris, 1983.
  - La Fièvre d'Urbicande, 1985.
  - L'Archiviste, 1987.
  - La Tour, 1987.
  - La Route d'Armilia, 1988.
  - Le Musée A. Desombres (CD et album illustré), 1990.
  - Brüsel, 1992.
  - Souvenirs de l'éternel présent, 1993.
  - L'Écho des Cités, 1993.
  - Mary la penchée, 1995.
  - L'Enfant penchée, 1996.
  - Le Guide des Cités, 1996.
  - L'Ombre d'un homme, 1999.
  - Voyages en Utopie, 2000 (épuisé)
  - L'Affaire Desombres (musique de Bruno Letort, livret et DVD), 2002.
  - La Frontière invisible, deux tomes, 2002 et 2004. Réédition en un volume, 2006.
  - Les Portes du Possible, 2005.
  - Le Dossier B., film, 1996 (DVD: Les Impressions nouvelles, 2007).
  - La Théorie du grain de sable, deux tomes, 2007 et 2008. Réédition en un volume, 2009.
- Plagiat !, coscénario avec François Schuiten, dessins d'Alain Goffin, Les Humanoïdes associés, coll. " Pied jaloux ", 1989.
- Le Signe de Lucifer, dessins d'Alain Goffin, Nathan, 1990.
- Dolorès, coscénario avec François Schuiten, dessins d'Anne Baltus, Casterman, coll. " Studio (À suivre) ", 1991.
- Le Théorème de Morcom, dessins d'Alain Goffin, Les Humanoïdes associés, 1992.
- Calypso, dessins d'Anne Baltus, Casterman, coll. " Studio (À suivre) ", 1995.
- Love Hotel, avec Frédéric Boilet, Casterman, 1993. Réédition, Ego comme X, 2005.
- Tokyo est mon jardin, avec Frédéric Boilet, Casterman, 1997. Edition revue, 2002. Réédition, Ego comme X, 2011. Edition augmentée comprenant Love Hotel, Casterman, 2018.
- Demi-tour, avec Frédéric Boilet, Dupuis, coll. " Dupuis - Aire libre ", 1997. Edition revue et augmentée, 2010.
- Revoir Paris, avec François Schuiten, Casterman :
  - Revoir Paris, 2014
  - La Nuit des constellations, 2016.
- Comme un chef, dessins d'Aurélia Aurita[3], Casterman, 2018.

### Эссеистика, биографии
- Le Monde d’Hergé, Casterman, 1983. Editions revues, 1991 et 2004.
- Les Bijoux ravis. Une lecture moderne de Tintin, Magic Strip, 1984. Réédition sous le titre Lire Tintin. Les Bijoux ravis, Les Impressions nouvelles, 2007.
- Case, planche, récit. Comment lire une bande dessinée, Casterman, 1991. Edition révisée, 1998. Réédition en poche sous le titre Lire la bande dessinée, Flammarion, coll. " Champs ", 2003.
- Hitchcock, le travail du film, Les Impressions nouvelles, 1993.
- La bande dessinée, Flammarion, coll. «Dominos», 1993.
- Töpffer, l'invention de la bande dessinée, avec Thierry Groensteen, Hermann, 1994.
- Tu parles !? Le français dans tous ses états (dir. avec Bernard Cerquiglini, Jean-Claude Corbeil et Jean-Marie Klinkenberg), Flammarion, 2000. Réédition, coll. " Champs ", 2002.
- Hergé, fils de Tintin, Flammarion, 2002. Nouvelle édition, 2016. Edition en poche, coll. " Champs ", 2006.
- Nous est un autre. Enquête sur les duos d’écrivains[7][8]‚ avec Michel Lafon‚ Flammarion‚ 2006.
- Écrire l'image. Un itinéraire, Les Impressions nouvelles, 2009.
- Chris Ware. La bande dessinée réinventée, avec Jacques Samson, Les Impressions nouvelles, 2010.
- Derrida, Flammarion, 2010.
- Trois ans avec Derrida. Les carnets d'un biographe, Flammarion, 2010.
- Дзиро Танигути, l'homme qui dessine, Casterman, 2012.
- Valéry. Tenter de vivre, Flammarion, 2014.
- Revoir Paris, l'exposition, avec François Schuiten, Casterman/Cité de l'Architecture et du Patrimoine, 2014.
- Raoul Ruiz le magicien, avec Guy Scarpetta, Les Impressions nouvelles, 2015.
- Machines à dessiner, avec François Schuiten, Casterman/Musée des Arts et Métiers, 2016.
- La bande dessinée entre la presse et le livre, Bibliothèque Nationale de France, 2019.
- Sandor Ferenczi. L'enfant terrible de la psychanalyse, Flammarion, 2020.
- Michel Guérard. Mémoire de la cuisine française, Albin Michel, 2020.

### Фоторассказы
- Fugues, en collaboration avec Marie-Françoise Plissart, Minuit, 1983.
- Droit de regards, en collaboration avec Marie-Françoise Plissart (suivi d'une lecture de Jacques Derrida), Minuit, 1985. Réédition, Les Impressions nouvelles, 2010.
- Prague, en collaboration avec Marie-Françoise Plissart, Autrement, 1985.
- Le Mauvais Œil, en collaboration avec Marie-Françoise Plissart, Minuit, 1986.